# Santo Eustáquio (diaconia)
Santo Eustáquio (em latim: S. Eustachii) é uma diaconia instituída pelo Papa Gregório I em 600, no local onde se erguia as Termas de Nero, na IX região de Roma. De acordo com Liber Pontificalis, o Papa Gregório II (715-731) doou recursos do patrimônio Labicano e Tiburtino a esta diaconia.
A igreja titular deste titulus é a Sant'Eustachio.

## Titulares protetores
- Gregorio (1088-1099)
- Gregorio, O.S.B. (1099-1130)
- Gaymer (1130- antes de 1134)
- Stefano (circa 1134-?)
- Vassalo (1134-1142)
- Astaldo degli Astalli (1143-1151)
- Ildebrando Grassi (1152-1157)
- Guido di Crema (1155 ou 1157-1158)
- Pietro di Miso (1158-1165?)
- Ugo Ricasoli (1163?- circa 1182)
- Estêvão (1172-1173), pseudocardeal do antipapa Calisto III
- Gianfelice (1188-1189)
- Ugolino dei Conti di Segni (1198-1206) Eleito Papa Gregório IX
- Aldobrandino Gaetani (ou Ildebrando) (1216-1219)
- Rinaldo dei Signori di Ienne (1227-1231 o 1232) Eleito Papa Alexandre IV
- Robert Somercote (1239, optou pelo título de São Crisógono[3])
- Raimundo Nonato (1240)
- Guglielmo Fieschi (1244-1256)
- Uberto Coconati (1261-1276)
- Giordano Orsini (1278-1287)
- Pietro Colonna (1288-1297)
- Riccardo Petroni (1298-1314)
- Arnaud de Via (1317-1335)
- Giovanni Visconti (1329), pseudocardeal do Antipapa Nicolau V
- Bernard de la Tour (1342-1361)
- Pierre Flandrin (1371-1381)
- Francesco Renzio (1381-1390)
- Baldassare Cossa (1402-1410)
- Alfonso Carrillo de Albornoz (1408-1418), pseudocardeal do Antipapa Bento XIII (1419-1423)
- Giacomo Isolani (1413-1417), pseudocardeal do Antipapa João XXIII (1417-1420?)
- Vacante (1423-1439)
- Alberto Alberti (1439-1445)
- Alfonso Carrillo de Acuña (ou Acuña de Carrillo) (1440), pseudocardeal do Antipapa Félix V, declinou da nomeação
- Jaime de Portugal (1456-1459)
- Francesco Nanni-Todeschini-Piccolomini (1460-1503) Eleito Papa Pio III
- Alexandre Farnésio (1503-1519); in commendam (1519-1534) Eleito Papa Paulo III
- Paolo Emilio Cesi (1534-1537)
- Agostino Trivulzio (1537)
- Cristoforo Giacobazzi (1537-1540)
- Guidascanio Sforza (1540-1552)
- Niccolò Caetani (1552-1585)
- Fernando de Médici (1585-1587)
- Filippo Guastavillani (1587)
- Alessandro Damasceni Peretti (1587-1589)
- Girolamo Mattei (1589-1592)
- Guido Pepoli (1592-1595)
- Eduardo Farnésio (1595-1617)
- Andrea Baroni Peretti Montalto (1617-1621)
- Alessandro d'Este (1621)
- Maurício de Sabóia (1621-1626)
- Francesco Boncompagni (1626-1634)
- Ippolito Aldobrandini (1634-1637)
- Alessandro Cesarini (1638-1644)
- Marzio Ginetti (1644)
- Carlos de Médici (1644)
- Girolamo Colonna (1644-1652)
- Giangiacomo Teodoro Trivulzio (1652-1653)
- Virginio Orsini (1653-1656)
- Vincenzo Costaguti (1656-1660)
- Lorenzo Raggi (1660-1664)
- Carlos Pio de Saboia (1664-1667)
- Frederico de Hesse-Darmstadt (1667-1668)
- Decio Azzolino iuniore (1668-1681)
- Felice Rospigliosi (1682-1685)
- Domenico Maria Corsi (1686-1696)
- Vincenzo Grimani (1698-1710)
- Annibale Albani (1712-1716)
- Curzio Origo (1716-1726); título pro illa vice (1726-1737)
- Neri Maria Corsini (1737-1770)
- Giovanni Costanzo Caracciolo (1770-1780)
- Pasquale Acquaviva d'Aragona (1780-1788)
- Vincenzo Maria Altieri (1788-1794)
- Filippo Carandini (1794-1810)
- Vacante (1810-1816)
- Alessandro Lante Montefeltro della Rovere (1816-1818)
- Giuseppe Albani (1818-1828)
- Vacante (1828-1832)
- Ludovico Gazzoli (1832-1857)
- Teodolfo Mertel (1858-1881)
- Angelo Jacobini (1882-1886)
- Luigi Trombetta (1899-1900)
- Vacante (1900-1914)
- Michele Lega (1914-1924); título pro illa vice (1924-1926)
- Carlo Perosi (1926-1930)
- Vacante (1930-1946)
- Giuseppe Bruno (1946-1954)
- Vacante (1954-1958)
- Fernando Cento, título pro illa vice (1958-1965)
- Francis John Brennan (1967-1968)
- Giacomo Violardo (1969-1978)
- Vacante (1978-1991)
- Guido Del Mestri (1991-1993)
- Vacante (1993-2001)
- Sergio Sebastiani (2001-2011); título pro hac vice (2011-2024)
- Rolandas Makrickas (2024- )